# Einhorn-Verlag
Der Einhorn-Verlag, handelsrechtlich: einhorn-Verlag+Druck GmbH, ist ein 1956 gegründeter Verlag in Schwäbisch Gmünd.
Als Buchverlag gibt der Einhorn-Verlag Romane, Heimatbücher, Bildbände, Gedichte, Koch-, Kunst- und Kinderbücher heraus. Daneben gibt er Magazine, Kalender, Broschüren, Stadt- und Ortspläne sowie Amts- und Mitteilungsblätter heraus. Auch Druckvorstufen wie Visitenkarten, Briefbögen, Rechnungsformulare, Flyer, Folder und Roll-ups bietet er an. Zudem erstellt er Online-Auftritte für Unternehmen und Privatpersonen. Das Verlagsprogramm umfasst derzeit rund 160 Titel. Das Einhorn-Jahrbuch erscheint seit 1974.

## Geschichte
Am 15. Oktober 1951 wurde das Werbebüros Gmünder Werbebüro/Werbeverlag angemeldet. Im darauffolgenden Januar schlossen Eduard Dietenberger und Otto Scheffler einen Vertrag über den Betrieb dieses Werbebüros ab. Als Anfangskapital zahlten die beiden Partner Ende 1951 zweimal je 20 Mark ein; drei weitere 20 Mark-Zahlungen erfolgten 1952. Das Werbebüro gab 1951 den Gmünder Weihnachtsanzeiger und 1952 den Katalog zur Ausstellung „Kunst und Fleiß“ heraus. Im Oktober 1953 erschien nach fast einjähriger Vorarbeit die erste Ausgabe einer Illustrierten Zeitschrift zur Pflege des Heimatgedankens in Stadt und Kreis Schwäbisch Gmünd unter dem Titel einhorn. Am 10. Januar 1956 wurde die Firma im Handelsregister als einhorn Verlag und Werbebüro Eduard Dietenberger eingetragen.
Ab Oktober/November 1958 erschien die Zeitschrift Remstal – Illustrierte Zeitschrift für Heimatpflege, Kultur, Wirtschaft und Gastlichkeit im Kreis Waiblingen, die später in An Rems und Murr – Halbjahreshefte für Heimat und Kultur im Rems-Murr-Kreis umbenannt wurde. Mitte 1959 wurde das Unternehmen in eine Kommanditgesellschaft umgewandelt, ab 1960 führte es den Namen Verlag Eduard Dietenberger KG. Es bemühte sich nun um die Herausgabe von Gemeindemitteilungsblättern in den Gmünder Umlandgemeinden, bis 1972 waren es insgesamt 20. Zu der Zeitschrift einhorn kamen andere periodisch erscheinende Publikationen hinzu.
Der Verlag akquirierte Anfang 1970 den Einhorn-Verlag Hans von Kothen, Pfullingen mitsamt Firmenzeichen und sämtlichen Verlags- und Schutzrechten. Der Einhorn-Verlag, im Handelsregister eingetragen als „Verlag Eduard Dietenberger KG“, konnte erst durch diesen Kauf seinen eingebürgerten Namen „Einhorn-Verlag“ rechtmäßig führen. Für die Herstellung der Verlagserzeugnisse wurde im selben Jahr die Einhorn Druck GmbH gegründet. Pro Jahr wurden 30 bis 35 Bücher gesetzt, auch für Buchverlage in Stuttgart, Karlsruhe, München, Baden-Baden und Hamburg. 1976 wurde der Verlag in eine Gesellschaft mit beschränkter Haftung umgewandelt. 1984 war der Verlag gemeinsam mit der Konrad-Theiss-Verlag-GmbH je zur Hälfte am Ostalbverlag Schwäbischer Heimatverlag Dietenberger & Theiss GmbH & Co. mit Sitz in Aalen beteiligt. Der Verlag gab die Zeitschrift Ostalb-Einhorn heraus.
Am 31. Dezember 1999 starb der Firmengründer Eduard Dietenberger.
Im Oktober 2002 verschmolzen der Einhorn-Verlag und das Unternehmen Einhorn-Druck zur Einhorn-Verlag+Druck GmbH. Ab 2004 richtete sich das Unternehmen durch neue Produkte neu aus (100 Jahre Parler-Gymnasium, Kulinarisches Doppel, Unicornus Weinführer, gmuendguide stadtmagazin schwäbisch gmünd, gmuendguide pocket-stadtführer schwäbisch gmünd, Gschwender Bote, Ostalb-Krimis, Stadtpläne, Ortsbroschüren, Ortspläne, Festschriften zu allen Gelegenheiten). 2013 bekam das Unternehmen ein neues Logo. Zurzeit erscheinen wöchentlich für rund 25 Gemeinden und Stadtteile Amts- und Mitteilungsblätter in einer Gesamtauflage von etwa 18.500 Exemplaren.

## Autoren
Autoren sind unter anderem Timo Bader, Anja Jantschik und Rainer Reusch.

## Einhorn-Presse Verlag
Seit 1974 gibt es, was zu Verwechslungen Anlass geben kann, den Einhorn-Presse Verlag, ein vom Einhorn-Verlag völlig unabhängiges Unternehmen mit ursprünglichem Sitz in München.